# مجموعه مرغداری‌های صحرا لجن‌آباد
مجموعه مرغداری‌های صحرا لجن‌آباد روستایی در دهستان براآن جنوبی بخش مرکزی شهرستان اصفهان استان اصفهان ایران است.

## جمعیت
بر پایه سرشماری عمومی نفوس و مسکن در سال ۱۳۹۵ جمعیت این روستا ۱۵ نفر (۵خانوار) بوده‌است.